# Utøya
Utøya este o insulă mică situată în lacul Tyrifjorden din comuna Hole, județul Buskerud, Norvegia.

## Date generale

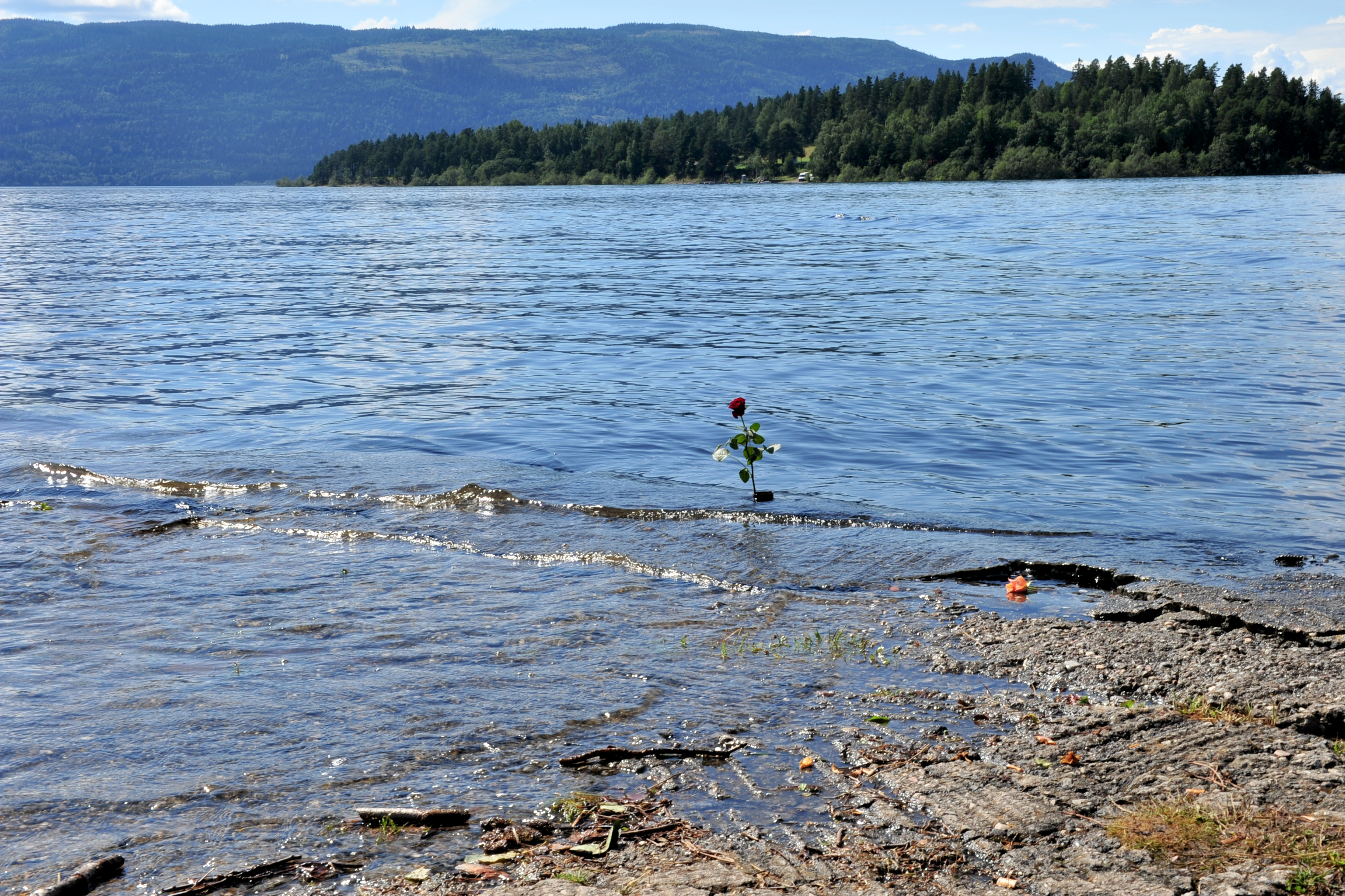
Utøya

Insula are o suprafață de 10,6 hectare, ea este situată la 500 m de țărm.

## Atacurile din 2011
Pe 22 iulie 2011, Breivik a detonat o mașină capcană în apropierea clădirilor guvernamentale din Oslo, ucigând opt oameni. La o distanță de câteva ore, a debarcat pe insula Utøya, unde se desfășura o tabără a Partidului Muncitoresc, și, pretizând a fi polițist, a deschis focul asupra tinerilor prezenți, împușcând mortal 69 de persoane.